# 河畔卿卿
《河畔卿卿》，是一部以描寫李節子師姊及李民子師姊的真實人生電視劇，由吳婉君、胡利主演，於2014年12月3日在大愛電視台20:00首播。中天娛樂台於2014年12月3日21:00播出。

## 播出時間
以下時間以當地時間（台灣時間）為準

### 首播
| 片名     | 頻道       | 播放日期      | 播放時間                  |
| -------- | ---------- | ------------- | ------------------------- |
| 河畔卿卿 | 大愛電視台 | 2014年12月3日 | 20:00-20:49播出（無廣告） |
| 河畔卿卿 | 大愛海外台 | 2014年12月3日 | 20:00-21:00播出（含廣告） |
| 河畔卿卿 | 中天娛樂台 | 2014年12月3日 | 21:00-22:00播出（含廣告） |

### 重播
| 片名     | 頻道       | 播放日期      | 播放時間                  |
| -------- | ---------- | ------------- | ------------------------- |
| 河畔卿卿 | 大愛電視台 | 2014年12月4日 | 23:30-00:19播出（無廣告） |
| 河畔卿卿 | 大愛電視台 | 2014年12月4日 | 03:00-03:49播出（無廣告） |
| 河畔卿卿 | 大愛電視台 | 2014年12月4日 | 16:00-16:49播出（無廣告） |
| 河畔卿卿 | 大愛海外台 | 2014年12月4日 | 02:00-03:00播出（含廣告） |
| 河畔卿卿 | 大愛海外台 | 2014年12月4日 | 09:00-09:49播出（無廣告） |
| 河畔卿卿 | 大愛海外台 | 2014年12月4日 | 11:00-12:00播出（含廣告） |
| 河畔卿卿 | 中天娛樂台 | 2014年12月4日 | 11:00-12:00播出（含廣告） |

### 大愛會客室

#### 首播
| 片名       | 頻道       | 播放日期      | 播放時間        |
| ---------- | ---------- | ------------- | --------------- |
| 大愛會客室 | 大愛海外台 | 2014年12月3日 | 21:00-21:11播出 |
| 大愛會客室 | 大愛電視台 | 2014年12月4日 | 00:19-00:30播出 |
| 大愛會客室 | 大愛海外台 | 2014年12月4日 | 09:49-10:00播出 |

## 演員角色列表

### 李家-樹木家
| 演員   | 角色     | 介紹 |
| 龍天翔 | 李友朋   | 李蔣領的丈夫。李周素瑞的公公。陳李幼、曾李店、李樹木的父親。李民子、吳由鏘、李節子、邱顯鐘的祖父。吳(李)淑媛的曾祖父。阿公一生為人正直，對么兒李樹木管教甚嚴，當兒子身體不適在家休養時，為了不想讓人說閒話兒子偷懶，而堅持要兒子一日不做一日不食，後兒子心臟病發年輕往生，非常後悔。因而對進門三年就守寡的媳婦琴吔（周素瑞）疼愛有加，帶著媳婦一起做山事。並堅持把家產分給樹木遺下的兩個孫女民子、節子。                 |
| 楊麗音 | 李蔣領   | 李友朋的妻子。李周素瑞的婆婆。陳李幼、曾李店、李樹木的母親。李民子、吳由鏘、李節子、邱顯鐘的祖母。吳(李)淑媛的曾祖母。阿嬤曾說過，做人給人佔便宜是能吃能睡，騙人會不能吃不能睡。又說傳話沒好人，好人不傳話，還有端形，做人不要端形（做虧心事）。教會民子、節子做人的道理。 |
| 胡濤   | 李樹林   | 李友朋、李蔣領的兒子。陳李幼、許李葉、曾李店、李樹木的哥哥。李周素瑞的大伯哥。李民子、李節子、吳由鏘、邱顯鐘的伯父。吳(李)淑媛的伯公 |
| 林嘉俐 | 陳李幼   | 嫁給陳姓(冠夫姓)，李友朋、李蔣領的三女。曾李店、李樹木的三姊。李周素瑞的三姑衿。李民子、李節子、吳由鏘、邱顯鐘的三姑。吳(李)淑媛的三姑婆。 |
| 林可唯 | 曾李店   | 嫁給曾姓(冠夫姓)，李友朋、李蔣領的五女。陳李幼之五妹。李樹木的五姊。李周素瑞的五姑衿。李民子、李節子、吳由鏘、邱顯鐘的五姑。吳(李)淑媛的五姑婆。謀記行老闆娘，為節子說媒。 |
| 尹昭德 | 李樹木   | 李周素瑞的丈夫。吳(李)淑媛的祖父。李友朋、李蔣領的么子。陳李幼、曾李店的弟弟。李民子、李節子的父親。吳由鏘、邱顯鐘的岳父。Li-Jumoku(日文名)專情浪漫，性格開朗,會吹薩斯風。與周素瑞自由戀愛,後為了跟周素瑞在一起而逃婚,最後終於娶周素瑞為妻。 |
| 李之勤 | 李周素瑞 | 吳(李)淑媛的祖母。李樹木、李宗卓的妻子。李友朋、李蔣領的媳婦。陳李幼、曾李店的弟媳。李民子、李節子、李妙香、李維鈞、李淑芳、李清輝的母親。李妍芳、李永全的繼母親。吳由鏘、邱顯鐘、周登輝的岳母。長輩們叫她琴吔（因諱長輩名），年輕時在施合發工作認識李樹木而後結婚生下民子、節子。節子出生前一天丈夫因心臟病往生，20歲即獨自擔下照顧兩女及公婆的責任。                                                                   |
| 林唐聿 | 許李葉   | 嫁給許姓(冠夫姓)，李友朋、李蔣領的六女。李樹林、陳李幼、曾李店、李樹木的六妹。李周素瑞的六姑衿。李民子、李節子、吳由鏘、邱顯鐘的六姑。吳(李)淑媛的六姑婆。 |
| 胡 利  | 李民子   | 吳由鏘的妻子。吳(李)淑媛的母親。李節子的姊姊。邱顯鐘的大姨衿。李宗卓的繼長女。李妙香同母異父的姊姊。周登輝同母異父的大姨衿。李樹木、李周素瑞的長女。李友朋、李蔣領的孫女。陳李幼、曾李店的姪女。吳右第、吳陳含的媳婦。三歲時父親李樹木往生，第二天妹妹節子出世。中學一年級休學進漁網（電扇）工廠工作，後由阿姨介紹帶去幫外國人幫傭。在工廠工作時認識吳由鏘而後結婚。為婚事被李母打耳光，因為父親臨終前有交待民子要招贅。 |
| 鄭伃庭 | 李民子   | 11歲時的李民子 |
| 劉珈瑄 | 李民子   | 7歲時的李民子 |
| 楊嘉芸 | 李民子   | 4歲時的李民子 |
| 吳婉君 | 李節子   | 邱顯鐘的妻子。李民子的妹妹。吳由鏘的小姨衿。吳(李)淑媛的阿姨。李宗卓的繼次女。李妙香同母異父的姊姊。周登輝同母異父的二姨衿。李樹木、李周素瑞的次女。李友朋、李蔣領的孫女。陳李幼、曾李店的姪女。邱連道、邱謝含笑的媳婦。父親往生第二天出生．小學畢業去當裁縫學徒，過年回來就不想再去了，轉進繼叔貨運行工作，兩年後去五姑開的謀記行上班，冰山美人多人追，但私心想招贅，後從母媒嫁味來香少東邱顯鐘。                       |
| 盧以恩 | 李節子   | 11歲時的李節子 |
| 鄧筠庭 | 李節子   | 8歲時的李節子 |
| 蘇均客 | 李節子   | 4歲時的李節子 |

### 吳家
| 演員   | 角色   | 介紹 |
| 唐川   | 吳右第 | 吳由鏘的父親，李民子的公公。 |
| 馬惠珍 | 吳陳含 | 吳由鏘的母親，李民子的婆婆。十分疼愛吳由鏘，吳由鏘也會向母親撒嬌。 |
| 吳鈴山 | 吳由鏘 | 李民子的丈夫。吳(李)淑媛的父親。李節子的姊夫。邱顯鐘的連襟。李宗卓的繼長女婿。李妙香同母異父的姊夫。周登輝同母異父的連襟。李樹木、李周素瑞的長女婿。李友朋、李蔣領的孫女婿。陳李幼、曾李店的姪女婿。吳右第、吳陳含的長子。彰化旺族，能言善道很會撒嬌，被寵壞的大少爺。年輕即得糖尿病，中年失明，家居按摩後睡夢中善終，淑媛與民子都在。 |
| 樓庭岑 | 吳纖纖 | 吳由鏘的妹妹。 |
| 施宣卉 | 吳淑媛 | 吳由鏘的大女兒 |
| 廖姿晴 | 吳淑媛 | 13歲時的吳淑媛 |
| 陳紅喜 | 吳淑媛 | 7歲時的吳淑媛 |
| 林建萱 | 吳淑儀 | 吳由鏘二女兒。 |
| 王含玉 | 吳淑儀 | 11歲時的吳淑儀 |
| 黃品瑄 | 吳淑儀 | 4歲時的吳淑儀 |
| 蘇真儀 | 吳淑君 | 吳由鏘的小女兒。 |
| 陳仙媧 | 吳淑君 | 5歲時的吳淑君 |
| 鮑奕安 | 吳佳倫 | 吳由鏘大兒子。 |
| 廖柏翔 | 吳佳倫 | 8歲時的吳佳倫 |
| 林     | 吳佳祥 | 吳由鏘的小兒子。 |

### 邱家
| 演員   | 角色     | 介紹 |
| 檢場   | 邱連道   | 邱顯鐘的父親，李節子的公公，味來香老闆。 |
| 劉香君 | 邱謝含笑 | 邱顯鐘的母親，李節子的婆婆。生性勸儉，味來香的桌布都是婆婆在洗，豬也是婆婆在養，只生了顯鐘一個兒子，兒子往生後常呆呆坐在床邊流淚。 |
| 段可風 | 邱二姨太 | 邱連道的二太太，邱顯鐘稱她為二媽。二媽先看上節子，而去謀計行找老闆娘（節子的五姑）說媒。 |
| 趙駿亞 | 邱顯鐘   | 李節子的丈夫。李民子的妹夫。吳由鏘的連襟。吳(李)淑媛的姨丈。李宗卓的繼次女婿。李妙香同母異父的姊夫。周登輝同母異父的連襟。李樹木、李周素瑞的次女婿。李友朋、李蔣領的孫女婿。陳李幼、曾李店的姪女婿。邱連道、邱謝含笑的獨子。服空軍役時二媽與節子的五姑（謀記行）做媒，認識節子，婚後分家開五金行，摔傷腎病，後又摔一次病重，後往生。 |
| 梁舒涵 | 邱靜芬   | 邱顯鐘的獨生女 |
| 曹又心 | 邱靜芬   | 13歲時的邱靜芬 |
| 韋姿羽 | 邱靜芬   | 5歲時的邱靜芬 |
| 戴華旭 | 邱孟煌   | 邱顯鐘的大兒子。 |
| 趙伯翰 | 邱孟煌   | 12歲時的邱孟煌 |
| 洪群鈞 | 邱孟仁   | 邱顯鐘的二兒子。 |
| 邱辰恩 | 邱孟仁   | 11歲時的邱孟仁 |
|        | 邱松錦   | 邱顯鐘的小兒子 |

### 李家-宗卓家
| 演員           | 角色     | 介紹 |
| 童毅軍         | 宗卓父   | 李宗卓的父親。阿珠、李周素瑞的公公。李民子、李節子、吳由鏘、邱顯鐘的繼阿公。李妍芳、李永全、李妙香、周登輝、李維鈞的祖父。吳(李)淑媛的繼曾祖父。 |
| 蔡阿砲         | 林父     | 李林碧珠的爸爸 宗卓的岳父 李永全 李妍芳的外公。 |
| 蘇炳憲         | 李宗卓   | 貨運行老闆。李妍芳、李永全、李妙香、李維鈞的父親。周登輝的岳父。吳(李)淑媛的繼祖父。阿珠、李周素瑞的丈夫。李民子、李節子的繼父。吳由鏘、邱顯鐘的繼岳父。亡妻阿珠很美，做裁縫，過勞難產而死，對亡妻念念不忘並覺虧欠。帥氣的黑狗兄，出門都穿白襯衫西裝褲，很會保養自己。後與素瑞在一起，成為民子、節子的繼叔。                           |
| 徐麗雯         | 李林碧珠 | 阿珠。李宗卓的妻子，在做裁縫業，後因過勞難產而死 生完李永全後 大量血崩。是素瑞從小到大最要好的閨蜜 李妍芳 李永全的母親 |
| 郭芷妤         | 李妍芳   | 李宗卓和阿珠的獨生女-8歲時的李妍芳。 |
| 田辰榕         | 李妍芳   | 6歲時的李妍芳 |
| 宋宥澄         | 李永全   | 李宗卓和阿珠的獨生子-2歲時的李永全。 |
| 陳宏宇(小太陽) | 李永全   | 5歲時的李永全 |
| 張靜之         | 李妙香   | 周登輝的妻子。李宗卓、李周素瑞的長女。吳(李)淑媛的繼阿姨。李節子、李民子同母異父的妹妹。吳由鏘、邱顯鐘同母異父的小姨衿。國中畢業就去五金行幫忙，一做就做了十年到出嫁五金行收掉為止。在五金行時認識先生周登輝（周吔），當時是業務員，打電話來追妙香都會被節子擋，每回都在門口等節子的先生顧店才出現。婚後改開計程車，常載節子東跑西跑。 |
| 謝睿彤         | 李妙香   | 2歲時的李妙香 |
| 邱逢           | 周登輝   | 李妙香的丈夫-小周 |
| 高華麗         | 李維鈞   | 李宗卓和李周素瑞的大兒子 |
| 王子華         | 李維鈞   | 15歲時的李維鈞 |
| 柳伯諺         | 李維鈞   | 6歲時的李維鈞 |
| 張翎           | 秋蓮     | 李維鈞的妻子。 |
| 江敘慈         | 李淑芳   | 李宗卓和李周素瑞的小女兒 喜歡嗆邱靜芬 |
| 王映筑         | 李淑芳   | 13歲時的李淑芳 |
| 詹秉潔         | 李淑芳   | 2歲時的李淑芳 |
| 吳政勳         | 李清輝   | 李宗卓和李周素瑞的小兒子 |
| 陳聖昌         | 李清輝   | 10歲時的李清輝 |

### 其他角色
| 演員   | 角色       | 介紹               |
| 陳嘉樺 | 陳遠秀     | 陳遠志的妹妹       |
| 吳慷仁 | 路人甲     |                    |
| 陳家逵 | 阿正       |                    |
| 林麗卿 | 雝雝乾媽   |                    |
| 金滿美 | 張嫂       |                    |
| 郭耀仁 | 蔡頭       |                    |
| 鐘筱花 | 媒婆       |                    |
| 羅能華 | 陳松明     | 吳佳倫的同學間朋友 |
| 郭耀仁 | 菜頭       |                    |
| 金宣琳 | 補習班老師 |                    |

## 大愛會客室名單
| 集數   | 日期           | 來賓                           |
| 第1集  | 2014年12月3日  | 龐宜安、鄧安寧、吳婉君、李之勤 |
| 第2集  | 2014年12月4日  | 尹昭德、李之勤                 |
| 第3集  | 2014年12月5日  | 李之勤、尹昭德、楊麗音         |
| 第4集  | 2014年12月6日  | 楊麗音、尹昭德、李之勤         |
| 第5集  | 2014年12月7日  | 尹昭德、李之勤                 |
| 第6集  | 2014年12月8日  | 尹昭德、李之勤                 |
| 第7集  | 2014年12月9日  | 李之勤、楊麗音                 |
| 第8集  | 2014年12月10日 | 楊麗音、李之勤                 |
| 第9集  | 2014年12月11日 | 李民子、李節子                 |
| 第10集 | 2014年12月12日 | 李之勤                         |
| 第11集 | 2014年12月13日 | 李民子、李節子、鄧筠庭、鄭伃婷 |
| 第12集 | 2014年12月14日 | 李民子、李節子、許李菓         |
| 第13集 | 2014年12月15日 | 李之勤、盧以恩                 |
| 第14集 | 2014年12月16日 | 李民子、李節子                 |
| 第15集 | 2014年12月17日 | 李民子、李節子                 |
| 第16集 | 2014年12月18日 | 李之勤、吳婉君                 |
| 第17集 | 2014年12月19日 | 李之勤、吳婉君、胡利           |
| 第18集 | 2014年12月20日 | 胡利、吳鈴山                   |
| 第19集 | 2014年12月21日 | 李之勤、胡利                   |
| 第20集 | 2014年12月22日 | 李之勤、吳婉君                 |
| 第21集 | 2014年12月23日 | 胡利、吳鈴山                   |
| 第22集 | 2014年12月24日 | 吳婉君、趙駿亞                 |
| 第23集 | 2014年12月25日 | 吳婉君、趙駿亞、劉香君         |
| 第24集 | 2014年12月26日 | 李節子、吳婉君                 |
| 第25集 | 2014年12月27日 | 吳婉君、趙駿亞、劉香君         |
| 第26集 | 2014年12月28日 | 李妙香、李維鈞、、李節子       |
| 第27集 | 2014年12月29日 | 李民子、吳鈴山、胡利           |
| 第28集 | 2014年12月30日 | 李民子、李節子                 |
| 第29集 | 2014年12月31日 | 李民子、吳淑媛                 |
| 第30集 | 2015年1月1日   | 李節子、邱靜芬                 |
| 第31集 | 2015年1月2日   | 李民子、吳佳倫、吳鈴山         |
| 第32集 | 2015年1月3日   | 吳婉君、趙駿亞                 |
| 第33集 | 2015年1月4日   | 李節子、邱靜芬、吳婉君         |
| 第34集 | 2015年1月5日   | 劉香君、吳婉君                 |
| 第35集 | 2015年1月6日   | 李節子、邱靜芬、吳婉君         |
| 第36集 | 2015年1月7日   | 吳佳倫、吳淑媛、李民子         |
| 第37集 | 2015年1月8日   | 邱靜芬、吳淑媛                 |
| 第38集 | 2015年1月9日   | 吳佳倫、吳淑媛、李民子         |
| 第39集 | 2015年1月10日  | 李民子、吳鈴山、胡利           |
| 第40集 | 2015年1月11日  | 李節子、邱靜芬、李民子、吳淑媛 |

## 音樂
| 曲別   | 歌名     | 演唱者 | 作詞   | 作曲   | 編曲   | 製作人 | 合聲 |
| 片頭曲 | 母親是愛 | 曾心梅 | 吳嘉祥 | 吳嘉祥 | 吳嘉祥 | 吳嘉祥 |      |
| 片尾曲 | 媽媽的手 | 曾心梅 | 吳嘉祥 | 吳嘉祥 | 吳嘉祥 | 吳嘉祥 |      |

## 製作團隊
- 導演：鄧安寧
- 監製：龐宜安
- 編審：陳慧慈、曾橞箐
- 總策劃：賈玉華
- 助理編審：陳雅芬
- 顧問：李民子、李節子
- 製作人：鄧安寧、塗明衛
- 編劇：余智珉
- 企劃：魏鳳萱、翁詩閔
- 片頭題字：黃華安
- 片頭設計：好主意傳播

## 外部連結
- 大愛劇場官方Facebook （页面存档备份，存于）

| 大愛電視台 週一至週日 20:00-20:49            | 大愛電視台 週一至週日 20:00-20:49         | 大愛電視台 週一至週日 20:00-20:49 |
| -------------------------------------------- | ----------------------------------------- | --------------------------------- |
|                                              | 河畔卿卿 （2014年12月3日－2015年1月11日） |                                   |
| 阿爸講的話 （2014年10月24日－2014年12月2日） | 明日天晴 （2015年1月12日－2015年2月20日） |                                   |

| 中天娛樂台 週一至週日 21:00-22:00            | 中天娛樂台 週一至週日 21:00-22:00         | 中天娛樂台 週一至週日 21:00-22:00 |
| -------------------------------------------- | ----------------------------------------- | --------------------------------- |
|                                              | 河畔卿卿 （2014年12月3日－2015年1月11日） |                                   |
| 阿爸講的話 （2014年10月24日－2014年12月2日） | 明日天晴 （2015年1月12日－2015年2月20日） |                                   |